# Yam Wolczak
Yam Wolczak (7 de maio de 2003) é um judoca israelense. Competiu nos Jogos Olímpicos de Verão de 2024.